# Clubiona stagnatilis
Clubiona stagnatilis es una especie de araña araneomorfa del género Clubiona, familia Clubionidae. Fue descrita científicamente por Kulczyński en 1897.
Habita en Europa, Cáucaso, Rusia (Europa a Siberia del Sur) y Asia Central.